# Eucereon cribrum
Eucereon cribrum är en fjärilsart som beskrevs av Heinrich Benno Möschler 1877. Eucereon cribrum ingår i släktet Eucereon och familjen björnspinnare. Inga underarter finns listade i Catalogue of Life.